# Серафим Северняк
Серафим Северняк, псевдоним на Серафим Николов Серафимов, е български писател и публицист.

## Биография
Серафим Северняк е роден на 10 юли 1930 г. в с. Горна Липница, Великотърновска област в семейството на учителите Никола и Марийка Серафимови. Завършва училище в Търново (1947) и Българска филология в Софийския държавен университет (1951). По време на следването си дебютира във в. „Литературен фронт“ с разказа „Син“ (1948 г.).
След завършване на висшето си образование С. Северняк работи най-често като редактор:
- заместник главен редактор на сп. „България“ (издание на БТА за чужбина, 1952 г.),
- кореспондент във в. „Литературен фронт“ (1953 – 1956 г.),
- редактор в сп. „Пламък“ (1956 – 1962 г.),
- драматург на Държавен музикален театър „Стефан Македонски“ (1962 – 1964 г.),
- драматург на Сатиричния театър в София (1964 – 1966 г.),
- главен редактор на редакция „ЛИК“ в БНТ (1966 – 1970 г.),
- първи зам.-главен редактор на в. „Литературен фронт“ (1971 – 1975 г.),
- главен редактор на сп. „Отечество“ (1975 – 1988 г.).

Има три брака, дъщери – Мила и Радослава.
Серафим Северняк умира на 24 май 1988 г. в болницата „Братя Алмехейрос“ в Хавана, Куба.